# Popolocan
Popolocan, etnolingvistička porodica američkih Indijanaca rasprostranjena po meksičkim državama Oaxaca i Puebla. Porodica Popolocan danas se vodi kao dio Velike porodice Oto-Manguean, a grana se u dvije grane: a) Popolocan s jezicima i plemenima Ixcatec, Popoloca (ne smiju se pobrkati s plemenom Popoluca) i Chocho; i b) Mazatecan zastupljenoj od članova Guatinicame i Mazateca. Ova jezična porodica se ponekad naziva i Mazatecan, danas obuhvaća 17 jezika.

## Jezici
Obuhvaća 17 jezika

## Vanjske poveznice
- Ethnologue (14th)
- Ethnologue (15th)